# Chelator striatus
Chelator striatus là một loài chân đều trong họ Desmosomatidae. Loài này được Menzies miêu tả khoa học năm 1962.